# Tyler Bryant
Tyler Dow Bryant (24 de febrero de 1991) es un guitarrista y cantante originario de Texas, Estados Unidos.

## Carrera
Formó la Tyler Bryant Band, su primera agrupación, con tan solo quince años de edad. Al ingresar en la universidad, empezó a interesarse en la música rock, especialmente en las agrupaciones The Black Crowes, The Rolling Stones, Lynyrd Skynyrd y Tom Petty and the Heartbreakers. Esta música empezó a influenciarlo en su manera de tocar y su composición. Tyler se trasladó a Nashville donde fundó el grupo Tyler Bryant & The Shakedown, donde toca junto a Graham Whitford (hijo del guitarrista de Aerosmith, Brad Whitford).
A partir de allí, Tyler ha girado con artistas de la talla de Jeff Beck, Aerosmith, Lynyrd Skynyrd, Joe Bonamassa, B.B. King, Pat Benatar, Heart, Smash Mouth, Styx, REO Speedwagon y Vince Gill. En el año 2009 participó en la película Rock Prophecies junto a otros guitarristas como Jeff Beck, Carlos Santana y Slash.
En el año 2016, Tyler Bryant & the Shakedown fueron los teloneros europeos de la gira Rock or bust World Tour 2016 de AC/DC. También fueron teloneros de Guns N' Roses en 2016 y 2017 durante la gira Not in This Lifetime.